# Tetraonyx cyanipennis
Tetraonyx cyanipennis es una especie de coleóptero de la familia Meloidae.

## Distribución geográfica
Habita en Colombia.